# ريتش دودسون
ريتش دودسون هو كاتب أغاني ومغني كندي، ولد في 1947 في غريتر سودبوري في كندا.

## وصلات خارجية
- ريتش دودسون على موقع ميوزك برينز (الإنجليزية)
- ريتش دودسون على موقع أول ميوزيك (الإنجليزية)
- ريتش دودسون على موقع ديسكوغز (الإنجليزية)